# Référendum irlandais sur la création d'une cour d'appel
Le référendum irlandais sur la création d'une cour d'appel a lieu le 4 octobre 2013 en république d'Irlande. Les électeurs se prononcent à 65,16 % pour l'adoption du 33e amendement de la Constitution de l'Irlande afin d'établir une cour d'appel. 